# Two of a Kind, Workin’ on a Full House
«Two of a Kind, Workin' on a Full House» — песня, записанная американским кантри-музыкантом Гартом Бруксом, вышедшая в качестве 3-го сингла с его второго студийного альбома No Fences (1990). Авторами песни выступили Деннис Роббинс, Бобби Бойд и Уоррен Дейл Хейнс. Сингл на 1 недели возглавил американский кантри хит-парад, став в нём пятым подряд для Брукса лидером чарта в его карьере и третьим (после «Friends in Low Places» и «Unanswered Prayers») из четырёх чарттопперов с того же второго его альбома. За несколько недель песня дошла до первого места чарта Hot Country Songs журнала Billboard, оставаясь на № 1 одну неделю. Авторская версия песни в исполнении Денниса Роббинса была записана ещё в 1987 году на студии MCA Records и заняла тогда в кантри-чарте 71-е место.
Дэвид Филлингим в своей книге Redneck Liberation: Country Music as Theology (David Fillingim) цитировал «Two of a Kind, Workin' on a Full House» как пример «upbeat honky-tonk romp», который показал его «более традиционным стилем кантри-музыки».

## Чарты

### Еженедельные чарты
| Чарт (1991)                       | Высшая позиция |
| --------------------------------- | -------------- |
| Canada Country Tracks (RPM)       | 1              |
| США (Billboard Hot Country Songs) | 1              |

### Итоговые годовые чарты
| Чарт (1991)                  | Позиция |
| ---------------------------- | ------- |
| Canada Country Tracks (RPM)  | 19      |
| US Country Songs (Billboard) | 15      |